# Habent sua fata libelli

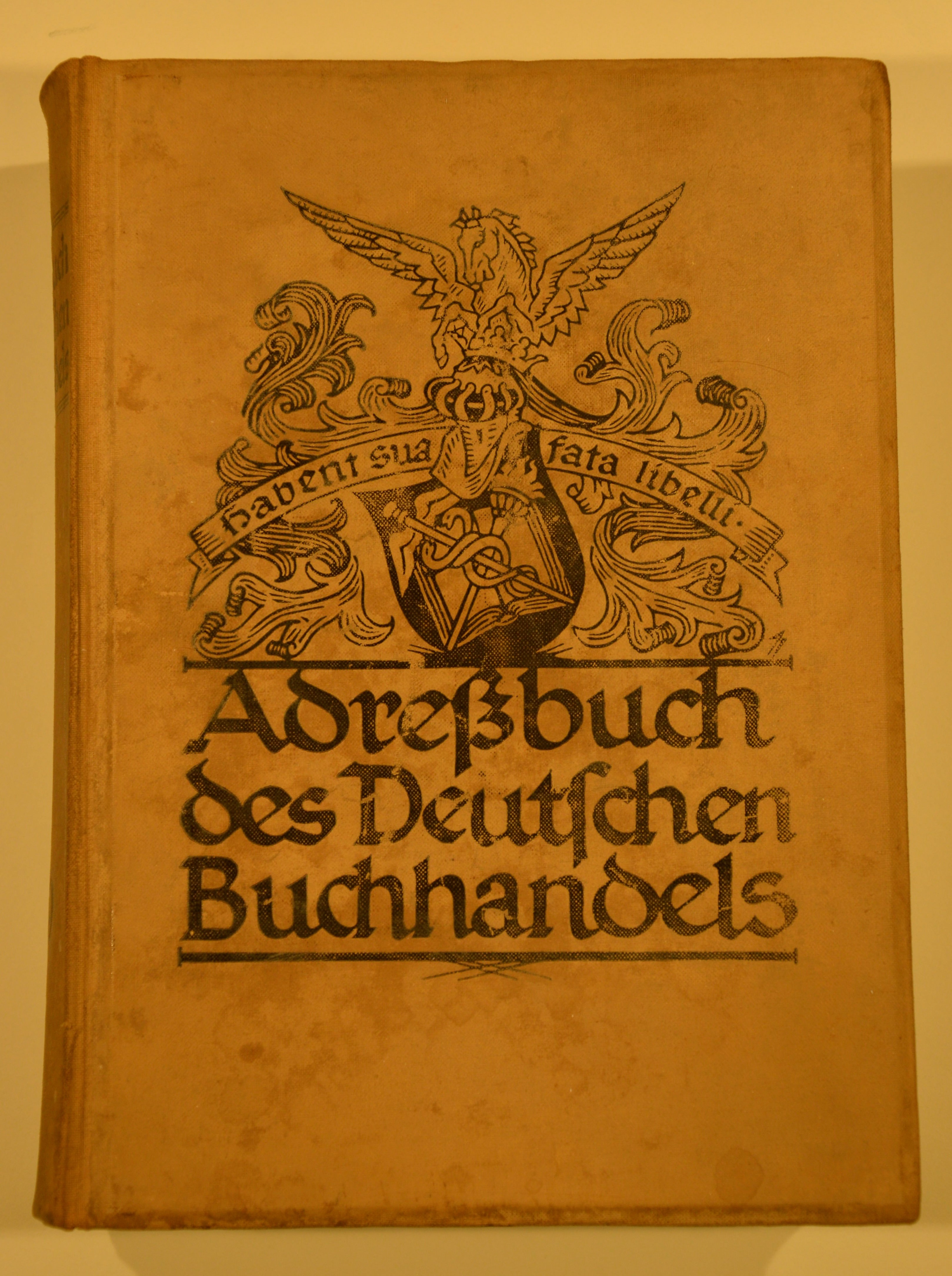
Motto des deutschen Buchhandels (1929)

Habent sua fata libelli ist ein lateinisches Sprichwort und heißt, genau übersetzt, „Bücher haben ihre Schicksale“.

## Herkunft
Es entstammt einem nur unvollständig überlieferten Lehrgedicht des antiken Grammatikers Terentianus Maurus, der vermutlich gegen Ende des zweiten Jahrhunderts wirkte. Das Gedicht De litteris, de syllabis, de metris ist in verschiedenen antiken Versmaßen verfasst. Die Zeile (Vers 1286), die die heute berühmten Worte enthält, ist ein Hexameter. Sie lautet vollständig

“Pro captu lectoris habent sua fata libelli”

„Je nach Auffassungsgabe des Lesers haben die Büchlein ihre Schicksale.“

Als 1888 in Leipzig das Deutsche Buchhändlerhaus eingeweiht wurde, erhob der Wappenzeichner Emil Doepler das Wort zum beziehungsreichen Wahlspruch vom Börsenverein des Deutschen Buchhandels.

## Bedeutung
Gewöhnlich wird der Satz in diesem Sinne gebraucht: Ein Text kann nur so viel Sinn oder Aussage vermitteln, wie der jeweilige Leser überhaupt zu erfassen bereit oder in der Lage ist. Denkbar ist aber genauso: Je nach Zeit und Umständen werden Bücher unterschiedlich „gelesen“, das heißt verstanden und instrumentalisiert.
Das Dictum lässt sich auch so verstehen: Das Buch selbst (nicht nur sein gedeuteter Inhalt) hat ein bewegtes Schicksal – je nachdem, in wessen Händen es sich befindet. Umberto Eco interpretiert den Satz in seinem Roman Der Name der Rose in diesem wörtlicheren Sinn. Das Buch teilt das Schicksal seiner Besitzer.
In einem ähnlichen Sinne gebraucht schon der humanistisch gebildete Autor Richard Wilhelm in seinem Vorwort zu seiner Standardübersetzung des I Ging das Zitat: Die Büchlein teilen das Schicksal [nur] dessen, der sie versteht.
James Joyce verwendet in A letter from Mr. Joyce to the Publisher das Zitat: „[…] however, they have given my book in print a life of its own. Habent sua fata libelli!“ Das Schicksal eines Buches beginnt dann, wenn ein Autor seine Arbeit getan hat und das Buch ,in die Welt‘ gelangt.
Sigmund Freud erwähnt in seiner Schrift Der Witz und seine Beziehung zum Unbewußten die Verballhornung des Zitates zu „Habent sua fata morgana“ durch die Wippchen-Figur des Journalisten Julius Stettenheim.
Ernst Jünger zitiert in der Erzählung In Stahlgewittern den ihn operierenden Oberstabsarzt, der bei der Entfernung einer Schrapnellkugel über die glückliche Flugbahn des Geschosses philosophiert: „Habent sua fata libelli et balli.“
Otto Julius Bierbaum verändert in seiner satirischen Legende Die Haare der heiligen Fringilla das Zitat zu „Habent sua fata capilli“ – wenn die Haare der Fringilla nicht mehr als Reliquie, sondern künftig der Auspolsterung eines Spatzennestes dienen. 
Eine weitere Sichtweise ist die, Bücher als soziale Konstrukte zu betrachten (wie es auch Theorien, Ideologien oder Religionen sind), die ein Eigenleben entwickeln, das über die Intentionen des Autors hinausgeht: Die Rezeption eines Buches beim Publikum und der Nachwelt kann sich durchaus von der originalen Intention des Autors unterscheiden. So etwa bei James Branch Cabell, A Note on Cabellian Harmonics in Cabellian Harmonics, April 1928: „For a book, once it is printed and published, becomes individual. It is by its publication as decisively severed from its author as in parturition a child is cut off from its parent. The book ,means‘ thereafter, perforce, — both grammatically and actually, — whatever meaning this or that reader gets out of it.“
Der Gedanke, dass die „Externalisierung“ eines Gedankens neue selbständige Entitäten schafft, die Teil der „sozialen Konstruktion der Realität“ werden, wurde von Peter L. Berger und Thomas Luckmann in ihrem Werk Die gesellschaftliche Konstruktion der Wirklichkeit herausgearbeitet.